# Заболотье (Зебляковское сельское поселение, село)
Не стоит путать с деревней Заболотье, входящей в состав того же сельского поселения.
Заболотье — село в составе Зебляковского сельского поселения Шарьинском районе Костромской области России.
До 1 марта 2021 года относилась административный центр упразднённого Заболотского сельского поселения.

## История
Согласно Спискам населенных мест Российской империи в 1872 году село Заболотское относилось к 2 стану Ветлужского уезда Костромской губернии. В ней числилось 4 двора, проживало 11 мужчин и 11 женщин. В селе имелась православная церковь.
Согласно переписи населения 1897 года в селе проживало 12 человек (4 мужчины и 8 женщин).
Согласно Списку населенных мест Костромской губернии в 1907 году село относилось к Гагаринской волости Ветлужского уезда Костромской губернии. По сведениям волостного правления за 1907 год в нём числилось 3 крестьянских двора и 22 жителя. В селе имелась школа.

## Население
| 2008 | 2010 | 2014 | 2024 |
| ---- | ---- | ---- | ---- |
| 189  | ↘160 | ↗167 | ↘125 |